# Turdas
Turdas là một xã thuộc hạt Hunedoara, România. Dân số thời điểm năm 2002 là 1959 người.